# Bitomus tambourinus
Bitomus tambourinus är en stekelart som först beskrevs av Fischer 1966.  Bitomus tambourinus ingår i släktet Bitomus och familjen bracksteklar. Inga underarter finns listade.